# Sergej Jensen
Sergej Jensen (* 1973 in Maglegaard, Dänemark) ist ein dänischer Maler und Musiker sowie Performance- und Installationskünstler. Er ist bekannt für seine abstrakten Gemälde, die er aus gebrauchten, nur teilweise bemalten Textilien fertigt. Diese bezeichnet er als „paintings without paint“, also Gemälde ohne Farbe.

## Leben und Werk
Jensen wurde in Maglegaard, Dänemark geboren und wuchs in Frankfurt am Main auf. Er studierte an der Staatlichen Hochschule für Bildende Künste – Städelschule in Frankfurt am Main bei Thomas Bayrle.
Jensen verwendet für seine Gemälde nicht nur Leinwand oder Nessel, sondern benutzt auch gebrauchte Materialien wie Jute- oder Leinensäcke und andere Stoffreste. Seine Bilderrahmen fertigt er teilweise selbst. Einige Bilder setzte er äußeren Einflüssen wie Sonnenlicht oder Niederschlag aus. Andere Werke bestehen aus zusammengenähten Stoffbahnen oder zeigen innerhalb der aufgetragenen Farben Einschlüsse z. B. von Tesafilm oder anderen Büromaterialien.
Jensen besitzt eine große Sammlung von ihm angefertigter Hundezeichnungen, die 2010 namensgebend für die Ausstellung Dog Show Painting Show waren.
Seit 1998 arbeitet Jensen mit der Gruppe Ye Olde Rope zusammen, zu der Oliver Husain und Claus Richter zählen.
Jensen lebt und arbeitet in Berlin und New York City.

## Preise und Auszeichnungen
- 2013: Fred-Thieler-Preis

## Ausstellungen
- 2018: Sergej Jensen, Galerie Buchholz, Manhattan, New York City, Vereinigte Staaten.
- 2017: Sergej Jensen, Staatliche Kunsthalle Baden-Baden[3]
- 2016: Sergej Jensen, Statens Museum for Kunst[4]
- 2016: Sergej Jensen – Moneybags, White Cube Bermondsey, London.
- 2015: Sergej Jensen, Galerie Buchholz, Manhattan, New York City, Vereinigte Staaten.
- 2014: Sergej Jensen – Evan, White Cube, Hongkong.
- 2013: Sergej Jensen –  Fred-Thieler-Preis für Malerei, Berlinische Galerie, Berlin.
- 2012: Sammlung Kunstmuseum Wolfsburg. Ausgewählte Werke von Carl Andre bis Sergej Jensen, Kunstmuseum Wolfsburg, Wolfsburg.
- 2011: Sergej Jensen, MOMA P.S.1, New York City, Vereinigte Staaten.
- 2011: Sergej Jensen – Master of Color, Galerie Neu, Berlin.
- 2010: Sergej Jensen – Dog Show Painting Show, Portikus, Frankfurt am Main.[5]
- 2010: Sergej Jensen, Kunst-Werke Berlin, Berlin.
- 2008: Sergej Jensen, Bergen Kunsthall, Bergen, Norwegen; danach: Malmö Konsthall, Malmö, Schweden.
- 2006: Sergej Jensen, White Cube, London, England.
- 2004: Sergej Jensen, Kunsthalle Bremerhaven, Bremerhaven.
- 2003: Sergej Jensen und Stefan Müller, Kunstverein Braunschweig, Braunschweig.
- 2001: Husain|Richter|Jensen, Frankfurter Kunstverein, Frankfurt am Main.